# 阿爾普錫格爾山
47°16′35″N 9°26′14″E / 47.27639°N 9.43722°E

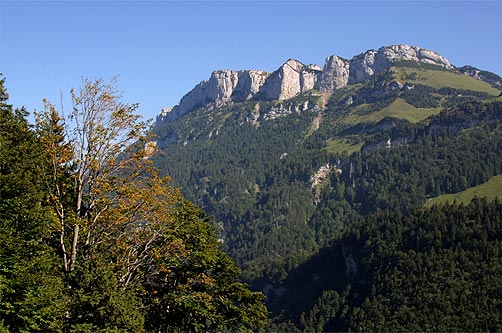

阿爾普錫格爾山（德語：Alp Sigel），是瑞士的山峰，位於該國東北部，由內阿彭策爾州負責管轄，屬於阿彭策爾阿爾卑斯山脈的一部分，海拔高度1,579米，每年平均降雨量1,954毫米。